# Liste der Aztekengötter
Im Leben der Azteken spielte die Religion und ihre Gottheiten eine zentrale Rolle. Alle wichtigen Entscheidungen wurden mittels religiöser Rituale getroffen (siehe auch Opferkult der Azteken). Die meisten Azteken lebten von der Landwirtschaft, vor allem dem Maisanbau. Aus diesem Grund hatte zum Beispiel der Regengott Tlaloc als Regenspender eine ganz bedeutende Rolle für die einfachen Leute.
In der aztekischen Religion gibt es eine Vielzahl von Göttern und Gottheiten. Da den Göttern verschiedene Bedeutungen und Funktionen zugeordnet wurden, haben manche von ihnen auch mehrere Namen. Zusätzlich ergaben sich durch die spanische Transkription aus der Nahuatl-Sprache unterschiedliche Schreibweisen.
Die Götter wurden entweder in Tiergestalt, in Tier-Mensch-Gestalt oder als Ritualgegenstand dargestellt. Jeder Gott gehörte einem von drei Bereichen der Götterwelt an:
- den Schöpfergottheiten in der Überwelt Topan (= Himmel)
- den Fruchtbarkeitsgöttern in der Mittelwelt Cemanahuatl (= Erde)
- den Göttern der Unterwelt Mictlan

| Gottheit              | Übersetzung                                            | Alternativnamen                                       | Kurzbeschreibung | Bild |
| --------------------- | ------------------------------------------------------ | ----------------------------------------------------- | --- | ---- |
| Acolmiztli            | Der aus der krummen Welt                               | Acolnahuacatl Colnahuacatl                            | Einer der Götter in der Unterwelt Mictlan |      |
| Amimitl               | Pfeil des Wassers                                      | Amihmitl                                              | Gott der Seen und der Fischer |      |
| Atl                   | Wasser                                                 |                                                       | Wassergott |      |
| Atlacamani            |                                                        |                                                       | Göttin der Meeresstürme (Hurrikans) |      |
| Atlacoya              |                                                        |                                                       | Göttin der Trockenheit |      |
| Atlatonin             |                                                        | Atlatonan                                             | Eine der Muttergöttinnen und Göttin der Küsten und der Fruchtbarkeit |      |
| Atlaua                | Herr des Wassers                                       | Atlahua                                               | Wassergott – Patron der Fischer |      |
| Ayauhteotl            | Dunstgottheit                                          |                                                       | Göttin des Nebels und des Rauchs und Göttin der Eitelkeit und des Rufs. Tochter von Teteoinnan und Schwester von Tlazolteotl und Itzpapalotl                                                      |      |
| Camaxtli              | Der Gehörnte                                           | Mixcoatl-Camaxtli-Xocotl                              | Gott der Jagd, des Krieges des Schicksals und des Feuers. Gehört zu den vier Göttern, die die Welt erschufen und ist der Vater von Quetzalcoatl. Außerdem ist er ein Stammesgott der Chichimeken. |      |
| Chalchiuhtlatonal     | Glimmernd wie Jade                                     |                                                       | Wassergott |      |
| Chalchiuhtecolotl     | Prunkvolle Eule                                        |                                                       | Gott der Nachteulen |      |
| Chalchiuhtlicue       | Die mit dem Jaderock                                   | Acuecucyoticihuati Chalciuhtlicue Chalcihuitlicue     | Wassergöttin – Gemahlin von Tlaloc und Mutter von Tecciztecatl |      |
| Chalchiuhtotolin      | Prunkvoller Truthahn der Nacht                         |                                                       | Gott der Krankheiten und Plagen. Andere Erscheinungsform von Tezcatlipoca |      |
| Chalmecateuctli       |                                                        |                                                       | Einer der 13 Götter der Unterwelt Mictlan |      |
| Chalmecatl            | Herr der Wasser                                        |                                                       | Einer der 13 Götter der Unterwelt Mictlan |      |
| Chantico              | Die die im Haus verweilt                               | Chantico-Cuauhxólotl Chiantli                         | Göttin des Herdfeuers und der Vulkane |      |
| Chicomecoatl          | Sieben Schlangen                                       | Xilonen                                               | Göttin der Nahrung und der Fruchtbarkeit, Maisgöttin – Frau von Tezcatlipoca |      |
| Chicomexochtli        |                                                        |                                                       | Schutzgott der Künstler (speziell der Maler) |      |
| Chiconahui            |                                                        |                                                       | Göttin des Herds und Schutzpatron des Haushalts |      |
| Chiconahuiehecatl     |                                                        |                                                       | Einer der Schöpfergötter |      |
| Cihuacoatl            | Frauenschlange                                         | Chihucoatl Ciucoatl                                   | Fruchtbarkeitsgöttin, Mutter von Mixcoatl. Andere Erscheinungsform von Ilamatecuhtli, Toci und Tlazolteotl.                                                                                       |      |
| Cinteotl              | Maisgottheit                                           | Centeotl Centeocihuatl                                | Maisgott, Sohn von Tlazolteotl und Ehemann von Xochiquetzal. |      |
| Cipactonal            | Morgen des Kaimans                                     |                                                       | Gott der Astrologie und des Kalenders und Verkörperung des Tages |      |
| Citlalicue            | Sternengewand                                          | Citlalinicue Ilamatecuhtli                            | Göttin, die die Sterne erschuf, Frau von Citlalatonac |      |
| Coatlicue             | Die mit dem Schlangenrock                              | Teteoinan Teteo Inan Toci Cihuacoatl                  | Mutter der Erde, des Mondes und der Sterne – Mutter von Huitzilopochtli, Quetzalcoatl, Xolotl und Coyolxauhqui                                                                                    |      |
| Cochimetl             |                                                        | Cocochimetl                                           | Gott der Wirtschaft, des Handels und des Tausches |      |
| Coyolxauhqui          | Goldene Glocken                                        |                                                       | Mondgöttin – Tochter von Coatlicue und Schwester der Centzon Huitznahua – ermordet von ihrem Halbbruder Huitzilopochtli                                                                           |      |
| Cuaxolotl             |                                                        |                                                       | Göttin des Herzens |      |
| Ehecatl               | Wind                                                   |                                                       | Windgott – andere Erscheinungsform von Quetzalcoatl |      |
| Huehuecoyotl          | Der betagte Kojote                                     | Ueuecoyotl                                            | Gott der Musik und des Tanzes. Ihm ist der vierte Tag im 13-tägigen Wochenkalender der Azteken gewidmet                                                                                           |      |
| Huehueteotl           | Der betagte Gott                                       | Ueueteotl                                             | Greisengott – andere Erscheinungsform von Xiuhtecuhtli |      |
| Huitzilopochtli       | Kolibri-Süden                                          | Uitzilopochtli                                        | Kriegsgott und Sonnengott – Sohn von Coatlicue und Mixcoatl – Bruder von Malinalxochi und Coyolxauhqui – tötete Coyolxauhqui und 400 weitere Brüder und Schwestern                                |      |
| Huixtocihuatl         | Frau des Salzes                                        | Uixtochihuatl Uixtociuatl                             | Fruchtbarkeitsgöttin und Göttin des Salzes und des Salzwassers. Schwester von Tlaloc |      |
| Itzli                 | Obsidian                                               | Itztli                                                | Gott des Steins (des Steinmessers) und der Opferungen |      |
| Itzpapalotl           | Obsidianschmetterling                                  |                                                       | Feuergöttin in Skelettgestalt. Trägt an ihren Schultern die Flügel eines Schmetterlings, deren Ränder mit scharfen Obsidian-Messern gesäumt sind.                                                 |      |
| Ixtlilton             | Der kleine Schwarze                                    | Tlaltetecuin                                          | Gott der Medizin und Heilung. Bruder von Xochipilli |      |
| Macuilcozcacuauhtli   | Fünf-Geier                                             |                                                       | Einer der Götter des Überflusses |      |
| Macuilcuetzpalin      | Fünf-Echse                                             |                                                       | Einer der Götter des Überflusses |      |
| Macuilmalinalli       | Fünf-Gras                                              |                                                       | Einer der Götter des Überflusses |      |
| Macuiltochtli         | Fünf-Hase                                              |                                                       | Einer der Götter des Überflusses |      |
| Malinalxochitl        | Grasblüte                                              |                                                       | Göttin der Schlangen, Skorpione und Insekten. Schwester von Huitzilopochtli. |      |
| Matlalceuitl          |                                                        | Matlalcueje                                           | Regengöttin |      |
| Mayahuel              |                                                        | Mayahual Mayouel                                      | Göttin der Agaven und der Pulque |      |
| Metztli               | Mond                                                   | Meztli Metzi                                          | Mondgott |      |
| Mextli                |                                                        | Mexitl Tecciztecatl                                   | Kriegsgott und Gott des Sturms |      |
| Mictlancihuatl        | Herrscherin von Mictlan                                | Mictecacihuatl                                        | Herrscherin des Totenreiches Mictlan – ihr Gefährte war Mictlantecuhtli |      |
| Mictlantecuhtli       | Herrscher von Mictlan                                  | Mictlantecuhtzi Tzontemoc                             | Herrscher des Totenreiches Mictlan – seine Gefährtin war Mictecacihuatl |      |
| Mixcoatl              | Wolkenschlange                                         |                                                       | Gott der Jagd, des Krieges und des Polarsterns |      |
| Nanauatzin            | Wolkenschlange                                         | Nanauatl                                              | Gott, der sich selbst in einem Feuer opferte, damit die Sonne weiter scheinen konnte und wurde somit zum Sonnengott Tonatiuh                                                                      |      |
| Nagual                | Etwas, das meine Kleidung oder Haut ist (=Verkleidung) | Nahual Nahualli                                       | Schutzgottheit oder Schutzengel |      |
| Ometeotl              | Gott der Zweiheit                                      | weiblich: Omecihuatl männlich: Ometecutli             | Zweigeschlechtliche Gottheit (Zwitterwesen) – Schöpfer/-in des Universums |      |
| Ometotchtli           | Zwei-Hase                                              | Ometochtli                                            | Gott der Betrunkenheit/Gott des Rausches |      |
| Opochtli              | Die Linke                                              |                                                       | Gott der Jagd und des Fischens |      |
| Oxomoco               |                                                        |                                                       | Göttin der Astrologie und des Kalenders, Frau von Cipactonal |      |
| Patecatl              | Der Medizinländer                                      |                                                       | Gott der Heilkunst und der Fruchtbarkeit, Herr des Pulque und Entdecker des Peyote |      |
| Quetzalcoatl          | Gefiederte Schlange                                    | (Äquivalent zum Maya-Gott Kukulkan oder Gukumatz)     | Schöpfergott und Gott des Windes, des Himmels, des Krieges und der Erde – Zwillingsbruder von Xolotl, Sohn von Xochiquetzal und Mixcoatl                                                          |      |
| Tecciztecatl          | Der Schalenländer                                      | Tecuciztecal Tecuciztecatl                            | Gott des Mondes – Sohn von Tlaloc und Chalchiuhtlicue |      |
| Temazcalteci          | Großmutter des Bades                                   | Temaxcaltechi                                         | Göttin der Medizin |      |
| Teoyaomicqui          |                                                        | Teoyaoimquit Huahuantli                               | Gott der gefallenen Krieger und gleichzeitig ein Sonnengott |      |
| Tepeyollotl           | Herz der Berge                                         | Tepeyollotli                                          | Gott der Erdbeben, des Echos und des Jaguars. Er ist der Gott der achten Nachtstunde |      |
| Tepoztecatl           |                                                        | Tezcatzontecatl                                       | Gott des Pulque und der Fruchtbarkeit – Sohn von Mayahuel und Pantecatl |      |
| Tezcatlipoca          | Rauchender Spiegel                                     |                                                       | Schöpfergottheit und Gott des Nordens, der Kälte, des Nachthimmels, der Farbe Schwarz, der Materie, des Krieges, der Helden, der Versuchung und der schönen Frauen                                |      |
| Tlahuizcalpantecuhtli | Herr in der Dämmerung                                  | Tlahuizcalpantecutli Tlahuixcalpantecuhtli            | Personifizierung des Morgensterns (Venus), Bruder von Xolotl, andere Erscheinungsform von Quetzalcoatl                                                                                            |      |
| Tlaloc                | Der Sachen sprießen lässt                              | Nuhualpilli (Äquivalent zum Regengott Chaac der Maya) | Einer der bedeutendsten Götter – Wetter- und Regengott – Herrscher in der vierten Stufe des Himmels Tlalocan – Vater von Tecciztecatl, Bruder von Huixtocihuatl                                   |      |
| Tlaltecutli           | Herr(in) der Erde                                      | Tlaltecuhtli                                          | Erdgottheit – tritt als Seeungeheuer, Schlange oder Krokodil in Erscheinung |      |
| Tlazolteotl           | Dreckgöttin                                            | Tlaelquani                                            | Göttin der Wollust, der verbotenen Liebe, der Reue und der moralischen Reinigung |      |
| Tonacatecuhtli        | Herr des Unterhalts                                    |                                                       | Fruchtbarkeitsgott, er teilte die Welt in Ozeane und Land ein; seine Frau war Tonacacihuatl |      |
| Tonacacihuatl         | Frau des Unterhalts                                    |                                                       | Göttin des weiblichen Prinzips, Frau des Gottes Tonacatecuhtli |      |
| Tonantzin             | Unsere verehrte Mutter                                 | div.                                                  | Muttergöttin oder Göttermutter |      |
| Tonatiuh              | Sonne                                                  |                                                       | Sonnengott – ihm zu Ehren wurden unzählige Menschen geopfert – seine Abbildung findet sich heute auch am Mexikanischen Peso                                                                       |      |
| Tzitzimitl            | Betagte Großmutter                                     |                                                       | Großmutter-Göttin |      |
| Xipe Totec            | Unser Herr, der Gehäutete                              | Yopi                                                  | Frühlings- und Landwirtschaftsgott – ihm zu Ehren wurden jährlich Sklaven geopfert |      |
| Xiuhcoatl             | Die Feuerschlange                                      |                                                       | Verantwortlich für Dürren und Missernten |      |
| Xiuhtecuhtli          | Der Jahresgott/Grasgott/Türkisgott                     | Huehueteotl                                           | Feuergott – Mann von Chalchiuhtlicue – andere Erscheinungsform von Huehueteotl |      |
| Xochipilli            | Blumenprinz                                            | Macuilxochitl                                         | Gott der Liebe, der Blumen, der Musik, des Tanzes und des Maises – Zwillingsbruder von Xochiquetzal                                                                                               |      |
| Xochiquetzal          | Blumenfeder                                            |                                                       | Göttin des Mondes, der Erde, der Blumen, der Liebe, der Tänze und Spiele – Zwillingsschwester von Xochipilli                                                                                      |      |
| Xocotl                |                                                        |                                                       | Sternengott und Gott des Feuers |      |
| Xolotl                | Zwilling                                               |                                                       | Gott des Blitzes – Wächter der Unterwelt – geleitet täglich die Sonne in die Erde hinab und wieder empor – sein Zwillingsbruder war Quetzalcoatl                                                  |      |
| Yacatecuhtli          | Der der vorher geht                                    | Yiacatecuhtli                                         | Schutzgott der reisenden Händler |      |